# Cyclocardia stearnsii
Cyclocardia stearnsii är en musselart som först beskrevs av Dall 1903.  Cyclocardia stearnsii ingår i släktet Cyclocardia och familjen Carditidae. Inga underarter finns listade i Catalogue of Life.